# Nadelhorn
Das Nadelhorn ist ein 4327 m ü. M. hoher Berg in den Walliser Alpen. Es ist der vierthöchste Gipfel der Mischabelgruppe, nach der Monte-Rosa-Gruppe das zweithöchste Gebirgsmassiv der Schweiz.
Die Erstbesteigung des Nadelhorns erfolgte am 16. September 1858 durch Franz Andenmatten, Baptiste Epiney, Aloys Supersaxo, Joseph Zimmermann über den auch heute noch als Normalweg dienenden Nordostgrat. Ziel war das Aufstellen eines trigonometrischen Signals.

## Lage und Umgebung

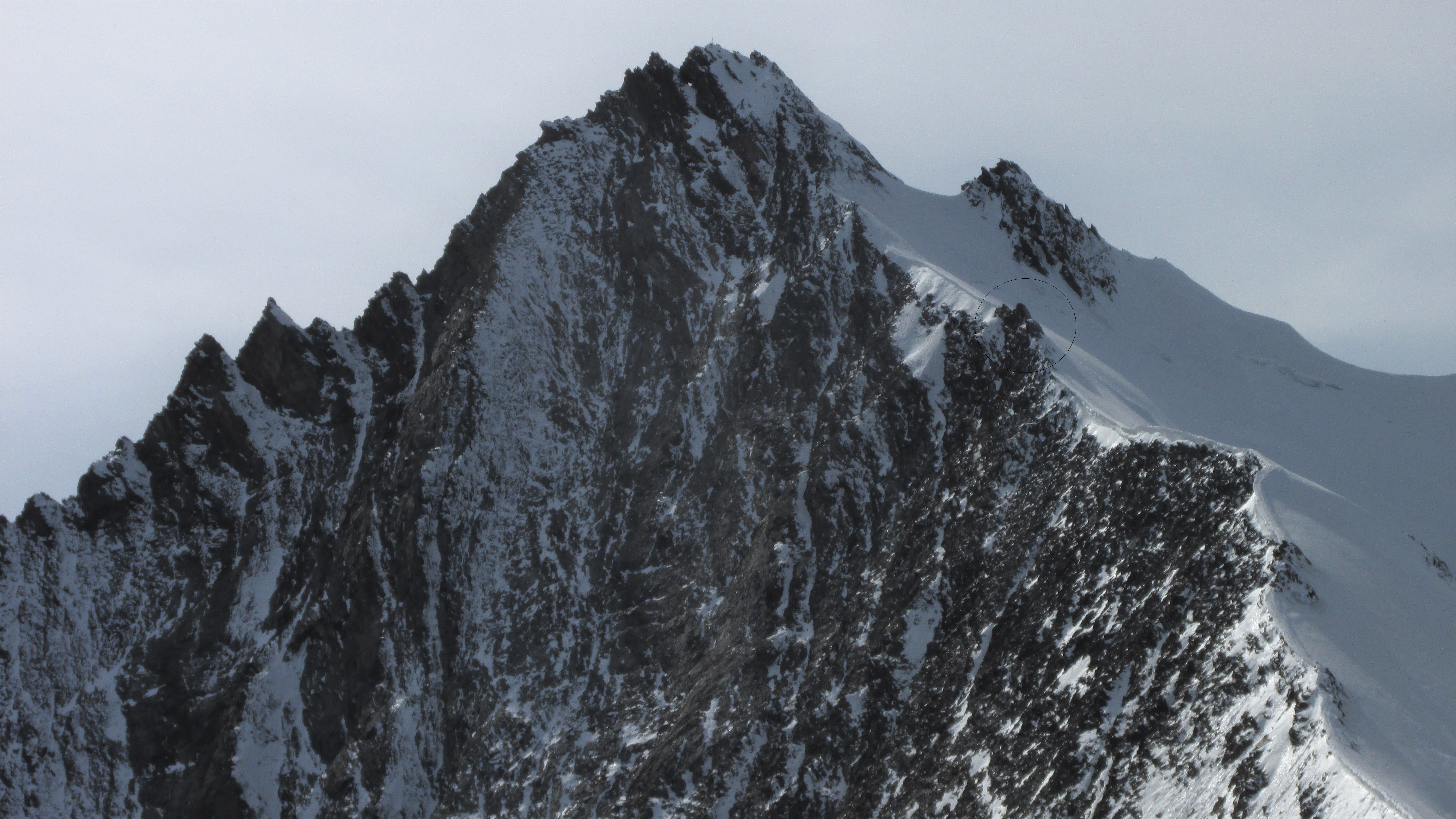
Das Felsenfenster links unterhalb des Gipfelkreuzes (hier beim Blick vom Aufstieg zum Ulrichshorn).

Die drei Grate des Nadelhorns enden in einem kleinen und spitzen Gipfel, der nur für wenige Bergsteiger gleichzeitig Platz bietet. Das Nadelhorn ist der Gipfel der Mischabel, der am ehesten (bei Blick von Norden) den Namen „Nadel“ verdient. Der Name kommt jedoch wohl von einem ovalen Loch, „Nadelloch“, das beim Aufstieg zum Dom vom Festijoch als auch vom Südwestgrat des Ulrichshorns aus sichtbar ist. Es befindet sich rund 10 Meter nordwestlich des höchsten Punktes. (Eine toponymische Kuriosität ist das Stecknadelhorn etwas nordwestlich im Nadelgrat.)
Das Nadelhorn ist ein möglicher Ausstiegspunkt aus dem Nadelgrat; der vollständige Nadelgrat wendet sich aber auf dem Nadelhorn nach Süden zur Lenzspitze.
An der firnbedeckten Nordflanke des Nadelhorns nimmt der Riedgletscher seinen Ausgangspunkt; östlich liegt der Hohbalmgletscher.